# Турецкое космическое агентство
Турецкое космическое агентство (ТКА, тур. Türkiye Uzay Ajansı, TUA) — государственное агентство Турции по проведению космических исследований, занимающееся реализацией Космической программы Турции. 

## История
Агентство учреждено 13 декабря 2018 года, и было создано на базе Департамента авиации и космоса Министерства транспорта и инфраструктуры Турции.

## Структура
Агентством управляет Правление в составе 7 человек. Руководство осуществляет Председатель правления.

## Деятельность
Сотрудничает с Исследовательским институтом космических технологий TÜBİTAK.

## Функции
- Подготовка и реализации национальной космической программы
- Поддержка развития космической и авиационной науки и технологий
- Создание в стране конкурентной космической и авиационной промышленности
- Внедрение передовых космических и авиационных технологий
- Создание научной и технологической инфраструктуры, развитие человеческих ресурсов в области космоса и авиации
- Развитие средств и технологий, позволяющих независимый выход в космос
- Способствование развитию иных секторов промышленности от развития космических и авиационных технологий
- Ведение реестра запущенных с территории Турции в космос объектов
- Выход в космос экипажей, вывод на орбиту космической техники, исследование космоса с коммерческими, научными и исследовательскими целями
- Реализация планов, проектов с целью изобретения, производства, тестирования продукции, технологий, оборудования в области космоса и авиации, включая спутники
- Создание авиатренажёров, космических платформ
- Выдача разрешений на осуществление запусков с территории Турции спутников, космических кораблей, запускаемых государственными или частными организациями
- Стимулирование интереса к космическим и авиационным наукам в обществе
- Определение правил экспорта ключевых авиационных и космических технологий, принадлежащих стране
- Разработка космических систем, компонентов, оборудования
- Поддержка исследовательских программ в космической сфере с целью снижения зависимости от иностранных космических и авиационных технологий
- Поддержка исследований в области астрономии и космических наук

## Национальная космическая программа
Цели космической программы Турции:
- Осуществить посадку на Луну к 2023 году (столетию Турецкой Республики)
- Производство спутников
- Постройка космодрома
- Слежение за планетами, метеоритами
- Составные исследования в космической сфере
- Создание на территории страны зоны развития космических технологий
- Развитие образовательных программ бакалавриата, аспирантуры в космической и авиационной области
- Посылка турецкого космонавта в космос